# Segunda División 1969-1970 (Spagna)
L'edizione 1969-70 della Segunda División fu il trentanovesimo campionato di calcio spagnolo di seconda divisione. Il campionato vide la partecipazione di 20 squadre raggruppate in un unico gruppo. Le prime tre della classifica furono promosse in Primera División mentre le ultime quattro furono retrocesse in Tercera División.

## Classifica finale
|  |     | Classifica 1969-70 | Pt | G  | V  | N  | P  | GF | GS | DR  |
|  | --- | ------------------ | -- | -- | -- | -- | -- | -- | -- | --- |
|  | 1.  | Sporting Gijón     | 54 | 38 | 23 | 8  | 7  | 77 | 32 | +45 |
|  | 2.  | Malaga             | 49 | 38 | 17 | 15 | 6  | 56 | 33 | +23 |
|  | 3.  | Espanyol           | 49 | 38 | 19 | 11 | 8  | 64 | 35 | +29 |
|  | 4.  | Real Betis         | 47 | 38 | 16 | 15 | 7  | 44 | 34 | +10 |
|  | 5.  | Córdoba            | 43 | 38 | 17 | 9  | 12 | 40 | 40 | 0   |
|  | 6.  | Rayo Vallecano     | 41 | 38 | 14 | 13 | 11 | 41 | 32 | +9  |
|  | 7.  | Real Oviedo        | 40 | 38 | 14 | 12 | 12 | 39 | 32 | +7  |
|  | 8.  | Sant Andreu        | 37 | 38 | 13 | 11 | 14 | 32 | 34 | -2  |
|  | 9.  | Ontinyent          | 36 | 38 | 15 | 6  | 17 | 34 | 33 | +1  |
|  | 10. | Racing Ferrol      | 36 | 38 | 14 | 8  | 16 | 37 | 50 | -13 |
|  | 11. | Castellón          | 35 | 38 | 14 | 7  | 17 | 36 | 43 | -7  |
|  | 12. | Calvo Sotelo       | 35 | 38 | 12 | 11 | 15 | 37 | 43 | -6  |
|  | 13. | Bilbao Athletic    | 35 | 38 | 13 | 9  | 16 | 33 | 39 | -6  |
|  | 14. | Burgos             | 35 | 38 | 12 | 11 | 15 | 46 | 54 | -8  |
|  | 15. | Osasuna            | 33 | 38 | 12 | 9  | 17 | 52 | 57 | -5  |
|  | 16. | Elche Ilicitano    | 32 | 38 | 11 | 10 | 17 | 46 | 59 | -13 |
|  | 17. | Real Valladolid    | 32 | 38 | 12 | 8  | 18 | 45 | 59 | -14 |
|  | 18. | Real Murcia        | 31 | 38 | 9  | 13 | 16 | 34 | 46 | -12 |
|  | 19. | Salamanca UDS      | 30 | 38 | 11 | 8  | 19 | 35 | 54 | -19 |
|  | 20. | Ourense            | 30 | 38 | 11 | 8  | 19 | 36 | 55 | -19 |

## Torneo per la permanenza
|                 | Risultato |                  | Andata | Ritorno | Spareggio |  |
| --------------- | --------- | ---------------- | ------ | ------- | --------- |  |
| Terrassa        | 2 - 3     | Burgos           | 2 - 0  | 0 - 3   |           |  |
| Hércules        | 4 - 1     | Osasuna          | 4 - 0  | 0 - 1   |           |  |
| Elche Ilicitano | 2 - 2     | Racing Santander | 2 - 2  | 0 - 0   | 0 - 1     |  |
| Bilbao Athletic | 3 - 3     | Villarreal       | 2 - 1  | 1 - 2   | 1 - 2     |  |

## Verdetti
- Sporting Gijón,  Malaga e  Espanyol promosse in Primera División 1970-1971.
- Real Valladolid,  Real Murcia,  Salamanca UDS,  Ourense,  Bilbao Athletic,  Osasuna e  Elche Ilicitano retrocesse in Tercera División.